# Luigi Albertini
Luigi Albertini (Ancona, 19 ottobre 1871 – Roma, 29 dicembre 1941) è stato un giornalista, editore e politico italiano.
Fu direttore del Corriere della Sera dal 1900 al 1921, portandolo alla posizione di prestigio che il quotidiano mantiene ancora oggi.
Oppositore del fascismo, negli ultimi anni della sua vita si dedicò alla compilazione di un ampio studio in tre volumi dedicato all'analisi dettagliata della cause dello scoppio della prima guerra mondiale. 

## Biografia
Nasce in una famiglia della borghesia marchigiana. Il padre Leonardo e lo zio Cesare gestiscono un istituto di credito locale, il Banco Albertini. Nel 1889 il Banco fallisce in seguito ad investimenti sbagliati nel settore dei lavori pubblici e delle aree fabbricabili. Al crollo finanziario fa seguito anche la menomazione della reputazione pubblica della famiglia. Luigi Albertini, che in quegli anni è studente liceale, decide di proseguire gli studi a Bologna.
Si iscrive alla Facoltà di giurisprudenza dell'Università di Bologna. Nel novembre 1891 chiede il trasferimento all'Università di Torino. Nel 1892, in seguito alla morte del padre, decide di stabilirsi a Torino con la famiglia.

Nella città sabauda frequenta il Laboratorio di Economia Politica guidato dal professor Salvatore Cognetti de Martiis (1844-1901). Durante l'anno accademico 1893/94 conosce Luigi Einaudi, con il quale stringe una duratura amicizia. Quando, nel luglio 1900, Albertini sale alla direzione editoriale del Corriere della Sera, uno dei suoi primi atti è chiamare Einaudi a collaborare col quotidiano (19 luglio). La collaborazione durerà per tutto il tempo in cui Albertini rimane al Corriere, ovvero fino al novembre 1925.
Si laurea in giurisprudenza con una tesi su La questione delle otto ore di lavoro. Conosce Francesco Saverio Nitti, che lo presenta a Luigi Roux, direttore del quotidiano Gazzetta Piemontese. Roux propone ad Albertini di collaborare al giornale. Il giovane, che ha deciso di puntare sulla carriera universitaria, accetta di scrivere articoli solo per finanziarsi il prosieguo degli studi. Il suo obiettivo è avviare la carriera universitaria nell'ambito dell'economia politica. Nel dicembre del 1894 si reca a Londra a studiare i temi e problemi giuslavoristici nell'avanzato mercato anglosassone. Nella capitale, dove rimane otto mesi, conosce il direttore amministrativo del Times, Frederick Moberly Bell. L'essenza del rapporto peculiare che intercorre tra i vari attori sociali che animano la società londinese non sfugge ad Albertini. I giornali seguono i propri interessi, ma inseriti in un sistema virtuoso come quello liberale inglese, concorrono, concordemente con gli altri attori sociali, all'interesse pubblico. Albertini si appassiona al suo lavoro di ricerca e stringe molte nuove conoscenze nell'ambiente accademico londinese.
Al rientro in Italia, nella tarda estate del 1895, non può proseguire gli studi poiché la famiglia non è più in grado di mantenerlo. Deve quindi rinunciare a un futuro impiego all'università per cercare subito un'occupazione. Accetta di proseguire la collaborazione con la Gazzetta Piemontese. Agli inizi del 1896 è a Roma, dove dirige la rivista delle banche popolari, Credito e cooperazione. Il presidente onorario della Banca popolare di Milano, Luigi Luzzatti, futuro Ministro del tesoro nel terzo governo Di Rudinì, lo presenta a Ernesto De Angeli, industriale tessile e socio comproprietario del Corriere della Sera. A Roma Albertini conosce Eugenio Torelli Viollier, direttore del quotidiano milanese. Su consiglio di Luzzatti, Torelli Viollier assume Albertini al Corriere; si trasferisce a Milano, dove comincia la sua nuova carriera.
- settembre 1896: assunto da Torelli Viollier come segretario di redazione (nuova figura di collegamento tra direzione e redazione);
- gennaio 1900: nominato direttore amministrativo
- luglio 1900: nominato gerente responsabile (= direttore editoriale)
- ottobre 1900: nominato direttore politico (= direttore responsabile)

Al Corriere, l'opera di riorganizzazione di Albertini è immediata e profonda. Albertini afferma: «L'industria giornalistica si basa sulla fabbricazione di un prodotto rinnovato quotidianamente. Il primato del giornale bisogna dunque riguadagnarselo ad ogni nascere del sole: tutti i giorni e meglio di tutti gli altri».
Il suo giornale diviene uno strumento di informazione ricco e moderno. Lo conduce ad un livello tecnico esemplare, a un prestigio europeo e ad una tiratura di oltre 600 000 copie. Fra le altre cose vara una serie di periodici tematici, che fanno da corona e da completamento del quotidiano, per amplificarne la diffusione: nel 1899 nasce il settimanale illustrato e popolare "La Domenica del Corriere", nel 1901 il mensile "La Lettura" diretto dal celebre commediografo torinese Giuseppe Giacosa.
Fra le firme più prestigiose del suo giornale si ricordano Luigi Einaudi, Luigi Barzini, Giuseppe Giacosa, Scipione Borghese, Renato Simoni, Ugo Ojetti, Annie Vivanti, Gabriele D'Annunzio, Luigi Pirandello e Arnaldo Fraccaroli. Albertini lancia Giovanni Amendola, assumendolo nella sede romana del Corriere (1914) e poi nominandolo capo della redazione locale (1916).

L'articolo di commiato di Luigi Albertini sul «Corriere della Sera»
(28 novembre 1925)

A Milano Albertini coordina l'organizzazione interna al giornale, regolando i rapporti tra direzione e redattori. I rapporti con il direttore politico Domenico Oliva (in carica dal 1º giugno 1898) sono solo formali poiché Oliva risiede a Roma in quanto parlamentare. Nel gennaio 1900 Albertini acquista una piccola quota della proprietà del Corriere: un sessantaquattresimo. In soli due anni Albertini diventa il fiduciario, il braccio destro di Torelli Viollier. Pertanto quando il fondatore muore (26 aprile 1900), egli appare subito come il suo erede naturale. Il 13 luglio, quando viene rifondata la società, Luigi Albertini è nominato gerente responsabile e direttore amministrativo. Il suo compenso è pari al 5% dell'utile del Corriere.
Uno dei comproprietari del Corriere è Ernesto De Angeli. L'industriale ama circondarsi di artisti affermati, tra cui il critico letterario Giuseppe Giacosa. È proprio nel salotto di casa De Angeli che Giacosa presenta ad Albertini la figlia Piera. L'8 settembre 1900 i due si sposano a Colleretto Parella (TO). Testimone di Albertini è Ernesto De Angeli. Poco tempo dopo Albertini lascia la casa in Foro Buonaparte per trasferirsi definitivamente in piazza Castello, dove rimarrà per tutti gli anni milanesi.
Luigi Albertini è un liberale conservatore di singolare intelligenza politica e di specchiata onestà intellettuale.
Nel quarto di secolo della sua direzione, Albertini è sempre presente nella vita politica del Paese, in modo combattivo e aperto. Si oppone a quella che gli sembra la demagogia di Giovanni Giolitti, appoggia l'intervento dell'Italia nella prima guerra mondiale, critica la politica del ministro degli esteri Sonnino e, dopo qualche simpatia iniziale per il fascismo, ne diviene un risoluto oppositore nel 1923. Parla contro il fascismo non solo dalle colonne del Corriere, ma anche dai banchi del Parlamento (è senatore dal 1914).
Tra gli azionisti del giornale, "il rapporto che si sviluppò con Giovanni Battista Pirelli fu sicuramente molto intenso, al punto da spingere Albertini, per solito molto riservato nel manifestare i propri sentimenti, a definirlo – nel momento in cui dovette registrare, alla fine del 1919, la sua uscita dalla proprietà, per consentire la nuova sistemazione con i Crespi – il «più caro amico» che aveva a Milano, al quale lo legavano «i vincoli della stima e della simpatia più profonda».
Al subentro della famiglia Crespi nell'azionariato, Albertini era diventato il secondo socio per importanza, con 22 quote su 60. Nel 1921 il Teatro alla Scala, il più famoso palcoscenico di Milano, assume una nuova veste giuridica costituendosi in Ente autonomo. Albertini è tra i promotori del nuovo corso del teatro milanese. Nell'ottobre dello stesso anno è designato membro della missione italiana che partecipa alla Conferenza di Washington sul disarmo negli armamenti navali. Alla partenza per Washington rinuncia formalmente alla direzione; rimane però a capo della società proprietaria del giornale.. Gli succede alla carica di direttore il fratello Alberto, che assume tutte le funzioni operative. Dopo la parentesi americana, Luigi Albertini ritorna nel suo ufficio in via Solferino, calandosi nel nuovo ruolo di “padre nobile”: supervisiona il giornale, dà consigli e suggerimenti al fratello. Nel 1923 riprende a scrivere, pubblicando sul Corriere editoriali di politica interna ed internazionale.
Nel 1925 è tra i firmatari del Manifesto degli intellettuali antifascisti, redatto da Benedetto Croce. Il 7 maggio di quell'anno interviene al Senato affermando:
Credo che non si sia mai visto un governo che si regga al potere in un paese costituzionale godendo di così ristretto consenso. La maggioranza del paese manifesta il suo modo di pensare non leggendo che i fogli d'opposizione.

MUSSOLINI: Questa è réclame al suo giornale.

ALBERTINI: Questa è verità numerica. E il pubblico preferisce anche i fogli clandestini quando li trova. La stampa clandestina è la dolorosa conseguenza della compressione della libera stampa.
Per la sua volontà di mantenere libertà e indipendenza di giudizio, nel novembre 1925 viene estromesso dalla proprietà del giornale. Sfruttando un cavillo giuridico, i Crespi inviano agli Albertini una comunicazione di nullità del contratto di società. Messi con le spalle al muro, i fratelli Albertini il 27 novembre rinunciano alla gerenza e cedono tutte le quote in loro possesso. Ad acquistarle è la famiglia Crespi, che diviene proprietaria unica del giornale. Il 28 novembre il direttore firma lo storico fondo «Commiato», denunciando le ingerenze fasciste e l'estromissione della sua famiglia dalla proprietà:
La domanda di scioglimento della società proprietaria del Corriere della Sera intimatami dai fratelli Crespi porta al mio distacco da questo giornale. Avrei avuto il diritto in sede di liquidazione di entrare in gara con essi per l'acquisto dell'azienda; ma era il mio un diritto teorico che in pratica non potevo esercitare. Non potevo esercitarlo, sia perché mi mancavano i mezzi per vincere nella gara i fratelli Crespi, possessori della maggioranza delle quote sociali, sia perché, quand'anche fossi riuscito a vincerli, la mia vittoria sarebbe stata frustrata dalla minacciata sospensione del Corriere. Abbiamo dovuto dunque, mio fratello ed io, rassegnarci alle conseguenze dell'intimazione dei signori Crespi, cedere loro le nostre quote e rinunziare alla gerenza ed alla direzione di questo giornale. [...] A tale immenso sacrificio vado incontro col cuore gonfio d'amarezza ma a testa alta. Perdo un bene che mi era supremamente caro, ma serbo intatto un patrimonio spirituale che mi è ancora più caro e salvo la mia dignità e la mia coscienza.
Albertini ottiene una consistente liquidazione: il giornale gli versa 6 milioni di lire/oro.
Dopo il suo allontanamento dal Corriere Albertini deve darsi nuovi obiettivi. Decide di iniziare a scrivere le sue memorie e di acquistare una proprietà terriera. Nel 1926 acquista una tenuta di 1.450 ettari a Torre in Pietra, nell'Agro Romano, dove si dedica alla bonifica e alla coltivazione della terra. L'anno dopo lascia Milano e, in autunno, si trasferisce a Roma, andando ad abitare in via XXIV Maggio. Nella residenza romana concepisce e scrive Le origini della guerra del 1914.
Fino al 1929 partecipa alle sedute del Senato fascista, votando contro il regime, ma nel 1935 durante la guerra d'Etiopia prende parte alla "Giornata della fede" donando la propria medaglietta da senatore.

Nel dicembre 1941 contrae una forte febbre che colpisce il suo fisico, già indebolitosi negli anni. Muore il 29 dicembre a Roma, due mesi dopo aver compiuto 70 anni.
Il figlio primogenito, Leonardo (stesso nome del nonno) si sposò con Tatiana Suchotina, nipote di Leone Tolstoj. La figlia Elena, sposata con Nicolò Carandini, fu una scrittrice.

## Archivio
L'archivio di Luigi Albertini conservato dagli eredi, pervenne a più riprese e secondo differenti modalità (dono, deposito) all'Archivio Centrale dello Stato. Il materiale è stato ordinato in primis dalla famiglia, a cui seguirono successivi lavori di ordinamento ed inventariazione effettuati dal soggetto conservatore. La documentazione è costituita da corrispondenza, diari, discorsi, appunti, ritagli stampa.

## Opere

### Saggi
- La questione delle otto ore di lavoro, Torino, F.lli Bocca, 1894 (versione digitalizzata)
- Le origini della guerra del 1914, Collana Biblioteca di scienze moderne n.129, Milano, Bocca, 1942-1943; Gorizia, LEG, 2010-11, 2019. Essa comprende:
  - volume I: Le relazioni europee dal Congresso di Berlino all'attentato di Sarajevo.
  - volume II: La crisi del luglio 1914: dall'attentato di Sarajevo alla mobilitazione generale dell'Austria-Ungheria.
  - volume III: L'epilogo della crisi del luglio 1914: le dichiarazioni di guerra e di neutralità.
- In difesa della libertà: discorsi e scritti, Milano, Rizzoli, 1947. (versione digitalizzata)
- Venti anni di vita politica. (cinque volumi), Bologna, Zanichelli, 1950-1953. Comprende:

Parte prima. L'esperienza democratica italiana dal 1898 al 1914.
Volume I. 1898-1908
Volume II. 1909-1914
Parte seconda. L'Italia nella Guerra mondiale.
Volume I. La crisi del luglio 1914, la neutralità e l'intervento.
Volume II. Dalla dichiarazione di Guerra alla vigilia di Caporetto. (Maggio 1915- Ottobre 1917).
Volume III. Da Caporetto a Vittorio Veneto: ottobre 1917-novembre 1918.

### Epistolari
- Epistolario: 1911-1926, a cura di Ottavio Barié, Milano, A. Mondadori, 1968. Comprende:
  - Dalla guerra di Libia alla Grande Guerra.
  - La Grande Guerra.
  - Il dopoguerra.
  - Il fascismo al potere.
- I giorni di un liberale. Diari 1907-1923, a cura di L. Monzali, Collezione Storia/Memoria, Bologna, Il Mulino, 1999, ISBN 978-88-150-6701-2.
- Luigi Einaudi-Luigi Albertini: lettere (1908-1925), a cura di Marzio Achille Romani, prefazione di Mario Monti, Milano, Fondazione Corriere della Sera, 2007.
- Il ricordo del viaggio, un carteggio familiare di Luigi Albertini: 1921-1922, a cura e con l'introduzione di Paola Magnarelli, Macerata, Eum, 2007.
- "Mussolini ha deciso di internarmi col piccino". Lettere di Ida Dalser a Luigi Albertini. 1916-1925, a cura di Lorenzo Benadusi, Milano, Fondazione Corriere della Sera, 2010, ISBN 978-88-96820-03-2.